# Хосокі Юко
Хосокі Юко (нар. 12 листопада 1968) — колишня японська тенісистка.
Найвищу одиночну позицію світового рейтингу — 167 місце досягла 21 липня 1997, парну — 134 місце — 22 вересня 1997 року.
Здобула 10 парних титулів.

## Фінали турнірів WTA

### Парний розряд: 1 (0–1)
| Результат | Дата                                       | Турнір              | Рівень  | Покриття | Партнерка     | Суперниці                  | Рахунок  |
| --------- | ------------------------------------------ | ------------------- | ------- | -------- | ------------- | -------------------------- | -------- |
| Поразка   | Salem Open Beijing and the Nokia Open 1996 | China Open, Beijing | Tier IV | Тверде   | Такума Кадзуе | Наоко Кадзімута Міхо Саекі | 5–7, 4–6 |

## Фінали ITF
| турніри $25,000 |
| турніри $10,000 |

### Одиночний розряд: 2 (0–2)
| Результат | Ранг | Дата           | Турнір                 | Покриття | Суперниця     | Рахунок       |
| --------- | ---- | -------------- | ---------------------- | -------- | ------------- | ------------- |
| Поразка   | 1.   | 23 жовтня 1989 | ITF Sekisho, Японія    | Тверде   | Han Eun-ju    | 6–3, 3–6, 5–7 |
| Поразка   | 2.   | 26 травня 1997 | ITF Зальцбург, Австрія | Килим    | Забіне Луттер | 6–3, 1–6, 1–6 |

### Парний розряд: 16 (10–6)
| Результат | Ранг | Дата              | Турнір                   | Покриття | Партнерка       | Суперниці                     | Рахунок       |
| --------- | ---- | ----------------- | ------------------------ | -------- | --------------- | ----------------------------- | ------------- |
| Перемога  | 1.   | 24 жовтня 1988    | ITF Ібаракі, Японія      | Тверде   | Кіміко Дате     | Кідовакі Мая Паулетте Морено  | 6–4, 4–6, 9–7 |
| Поразка   | 1.   | 31 жовтня 1988    | ITF Саґа, Японія         | Трава    | Кіміко Дате     | Кідовакі Мая Наоко Сато       | 4–6, 5–7      |
| Перемога  | 2.   | 7 листопада 1988  | ITF Мацуяма, Японія      | Тверде   | Кіміко Дате     | Кадзіта Ясуйо Кідовакі Мая    | 7–5, 3–6, 7–5 |
| Поразка   | 2.   | 14 листопада 1988 | ITF Кіото, Японія        | Тверде   | Кіміко Дате     | Іто Кадзуко Кадзіта Ясуйо     | 4–6, 5–7      |
| Перемога  | 3.   | 19 лютого 1990    | ITF Мельбурн, Австралія  | Тверде   | Хіросе Аяко     | Деніелл Джонс Шерон Макнамара | 6–3, 6–2      |
| Поразка   | 3.   | 5 березня 1990    | ITF Ньюкасл, Австралія   | Трава    | Хіросе Аяко     | Кіррілі Шарп Енджи Каннінгем  | 6–3, 5–7, 4–6 |
| Перемога  | 4.   | 28 вересня 1992   | ITF Ібаракі, Японія      | Тверде   | Наоко Кадзімута | Ліза Макші Емі Делоун         | 6–3, 2–2 ret. |
| Перемога  | 5.   | 5 жовтня 1992     | ITF Куросіо, Японія      | Тверде   | Кадзімута Наоко | Танака Юка Мамі Доносіро      | 6–2, 6–4      |
| Перемога  | 6.   | 19 жовтня 1992    | ITF Кіото, Японія        | Тверде   | Кадзімута Наоко | Сенді Шуріфонґ Янагі Масако   | 6–3, 6–3      |
| Поразка   | 4.   | 28 червня 1993    | ITF Коламбія, США        | Тверде   | Кадзімута Наоко | Наґатомі Кейко Міка Тодо      | 5–7, 4–6      |
| Перемога  | 7.   | 5 липня 1993      | ITF Індіанаполіс, США    | Тверде   | Кадзімута Наоко | Кейт Макдоналд Стефані Ріс    | 7–5, 6–3      |
| Поразка   | 5.   | 27 березня 1995   | ITF Джакарта, Індонезія  | Тверде   | Park In-sook    | Бенджамас Сангарам Ліза Тан   | 7–5, 5–7, 3–6 |
| Перемога  | 8.   | 16 жовтня 1995    | ITF Куґаяма, Японія      | Тверде   | Асагое Сінобу   | Наталі Фровлі Дженні Енн Фетч | 6–4, 7–6(3)   |
| Поразка   | 6.   | 6 травня 1996     | ITF Сеул, Південна Корея | Ґрунт    | Танака Юка      | Кетрін Берклей Керрі-Енн Г'юз | 6–4, 0–6, 3–6 |
| Перемога  | 9.   | 17 березня 1997   | ITF Нода, Японія         | Тверде   | Наґатомі Кейко  | Чхой Йон Ча Чон Мі Ра         | 6–2, 6–2      |
| Перемога  | 10.  | 14 вересня 1998   | ITF Ібаракі, Японія      | Тверде   | Сюй Сюелі       | Кавамата Ріей Сасано Йосіко   | 6–4, 4–6, 7–5 |